# Khalimatus Sadiyah
Khalimatus Sadiyah, née le 17 septembre 1999, est une joueuse de parabadminton indonésienne concourant en SL4 pour les athlètes pouvant tenir debout ayant un handicap au niveau d'un membre inférieur. Elle remporte la première médaille d'or paralympique en double féminin avec Leani Ratri Oktila aux Jeux de 2020.

## Palmarès

### Jeux paralympiques

#### En double féminin
| Date | Lieu                               | Partenaire         | Compétiteurs           | Score        | Résultats |
| ---- | ---------------------------------- | ------------------ | ---------------------- | ------------ | --------- |
| 2021 | Gymnase olympique de Yoyogi, Tokyo | Khalimatus Sadiyah | Cheng Hefang Ma Huihui | 21-18, 21-12 | Or        |

### Championnats du monde

#### En individuel
| Date | Lieu                      | Concurrent         | Score       | Résultat |
| ---- | ------------------------- | ------------------ | ----------- | -------- |
| 2017 | Dongchun Gymnasium, Ulsan | Leani Ratri Oktila | 14-21, 9-21 | Bronze   |
| 2019 | Halle Saint-Jacques, Bâle | Cheng Hefang       | 7-21, 9-21  | Bronze   |

#### En double féminin
| Date | Lieu                      | Partenaire         | Concurrent             | Score        | Résultat |
| ---- | ------------------------- | ------------------ | ---------------------- | ------------ | -------- |
| 2017 | Dongchun Gymnasium, Ulsan | Leani Ratri Oktila | Cheng Hefang Ma Huihui | 12-21, 19-21 | Bronze   |
| 2019 | Halle Saint-Jacques, Bâle | Leani Ratri Oktila | Cheng Hefang Ma Huihui | 17-21, 12-21 | Argent   |